# المنتقمون (فلم)
المنتقمون (بالإنجليزية: The Avengers) فيلم بطل خارق أمريكي صدر عام 2012، من إنتاج استوديوهات مارفل وتوزيع والت ديزني ستوديوز موشن بيكشرز، هو الفيلم السادس من سلسلة مارفل. من إخراج وكتابة جوس ويدن، ومن بطولة روبرت داوني جونير وكريس إيفانز، ومارك روفالو، وكريس هيمسوورث، وسكارليت جوهانسون، وجيريمي رينر، وغيرهم.
بدأ تطوير الفيلم عندما تلقّت استوديوهات مارفل قرضًا من ميريل لينش في أبريل 2005. بعد نجاح فيلم آيرون مان في مايو 2008، أعلنت مارفل أن المنتقمون سيصدر في يوليو 2011 وسيجمع توني ستارك (داوني)، وستيف روجرز (إيفانز)، وبروس بانر (روفالو)، وثور (هيمسورث)، من أفلام مارفل السابقة. بتواجد سكارليت جوهانسون في دور ناتاشا رومانوف في مارس 2009، تم تأجيل الفيلم إلى عام 2012. تم إحضار جوس ويدن على متن الطائرة في أبريل 2010 وأعاد كتابة السيناريو الأصلي بالاستعانة بزاك بين. بدأ الإنتاج في أبريل 2011 في مدينة ألبوكيركي، قبل الانتقال إلى كليفلاند في أغسطس، ومدينة نيويورك في سبتمبر. يحتوي الفيلم على أكثر من 2200 لقطة بمؤثرات بصرية.
عرض الفيلم لأول مرة في مسرح (El Capitan) في هوليوود بتاريخ 11 أبريل 2012، وتم إصداره في الولايات المتحدة في 4 مايو. لاقى الفيلم مراجعات إيجابية على إخراج ويدن والسيناريو والتأثيرات المرئية وتسلسل الحركة والتمثيل، وحصل على العديد من الجوائز والترشيحات بما في ذلك ترشيحات جائزة الأوسكار والأكاديمية البريطانية لفنون السينما والتلفزيون. حقق أكثر من 1.5 مليار دولار في جميع أنحاء العالم، وسجل نجاحا في شباك التذاكر، وأصبح ثالث أعلى فليم دخلا، بالإضافة إلى الفيلم الأكثر ربحًا لعام 2012. يعتبر أول إنتاج من إنتاج شركة مارفل يُدرُّ مليار دولار في مبيعات التذاكر. في عام 2017، برز الفيلم كواحد من أعظم 100 فيلم على الإطلاق في استطلاع مجلة إمباير.
تم إصدار ثلاثة أجزاء، هي: المنتقمون: عصر ألترون (2015)، المنتقمون: الحرب اللانهائية (2018)، والمنتقمون: نهاية اللعبة (2019).

## القصة
يواجه لوكي الآخر، زعيم عرق خارج كوكب الأرض يُعرف باسم شيتوري. في مقابل استرداد التسراكت مصدر طاقة قوي لإمكانيات غير معروفة، يعد الآخر لوكي بجيش يمكنه من خلاله إخضاع الأرض. وصل نيك فيوري، مدير وكالة التجسس S.H.I.E.L.D. إلى منشأة بحثية بعيدة، حيث يقود الفيزيائي الدكتور إريك سيلفيج فريقًا يجرب على التسراكت. ينشط التسراكت فجأة ويفتح ثقبًا دوديًا، مما يسمح لـ لوكي بالوصول إلى الأرض.
يسرق لوكي التسراكت ويستخدم صولجانه لاستعباد سلفيج وعملاء آخرين، بما في ذلك كلينت بارتون لمساعدته. رداً على ذلك، أعاد فيوري تنشيط «مبادرة المنتقمون». تتوجه الوكيل ناتاشا رومانوف إلى كولكاتا لتجنيد الدكتور بروس بانر لتتبع التسراكت من خلال انبعاثات أشعة جاما. يقترب فيوري من ستيف روجرز لاستعادة التسراكت، ويزور العميل فيل كولسون توني ستارك لجعله يتحقق من أبحاث سلفيج. لوكي في ستوتجارت، حيث يسرق بارتون الإيريديوم اللازم لتثبيت قوة التسراكت، مما يؤدي إلى مواجهة مع روجرز وستارك ورومانوف تنتهي باستسلام لوكي.
بينما يتم اصطحاب لوكي إلى S.H.I.E.L.D. يصل أخوه بالتبني ثور ويفرج عنه، على أمل إقناعه بالتخلي عن خطته والعودة إلى أزغارد. يتدخل ستارك وروجرز ويتم نقل لوكي إلى حاملة الطائرات الطائرة التابعة لـ S.H.I.E.L.D. هيليكارير، حيث يتم سجنه. انقسم المنتقمون حول كيفية الاقتراب من لوكي والإيحاء بأن S.H.I.E.L.D. تخطط لتسخير التيسراكت لتطوير أسلحة قوية كرادع ضد كائنات فضائية معادية. كما يقولون، يهاجم عملاء لوكي طائرة هيليكارير، ويتسبب الإجهاد في تحويل بانر إلى هولك. يعمل ستارك وروجرز على إعادة تشغيل المحرك التالف، ويحاول ثور إيقاف هياج الهيكل. يقرع رومانوف على بارتون فاقدًا للوعي، محطمًا سيطرة لوكي على عقله. يهرب لوكي بعد قتل كولسون ويستخدم فيوري موت كولسون لتحفيز المنتقمين على العمل كفريق.
يستخدم لوكي التيسراكت ومولد الثقب الدودي سلفيج الذي تم بناؤه لفتح ثقب دودي فوق برج ستارك لأسطول شيتوري في الفضاء، ليبدأ غزوه. تجمع روجرز وستارك ورومانوف وبارتون وثور وهالك للدفاع عن مدينة نيويورك، ويقاتل المنتقمون معًا شيتوري. يتفوق الهيكل على لوكي في الخضوع. تشق رومانوف طريقها إلى المولد، حيث كشفت سلفيج، التي تحررت من سيطرة لوكي على العقل، أن صولجان لوكي يمكنه إيقاف المولد. يحاول رؤساء Fury من مجلس الأمن العالمي إنهاء الغزو بإطلاق صاروخ نووي في وسط مانهاتن.
اعترض ستارك الصاروخ وأخذها عبر الثقب الدودي باتجاه أسطول شيتوري. انفجر الصاروخ ودمر السفينة الأم شيتوري وعطل قواتهم على الأرض. تفقد بدلة ستارك قوتها، ويذهب إلى السقوط الحر، لكن الهيكل ينقذه. في أعقاب ذلك، يعود ثور مع لوكي والتيسراكت إلى أزغارد، حيث سيواجه لوكي عدالتهم. في مشهد منتصف الاعتمادات، يتحدث الآخر مع سيده حول الهجوم الفاشل على الأرض.

## فريق العمل
- روبرت داوني جونير بدور توني ستارك / الرجل الحديدي، وصف نفسه بأنه عبقري وملياردير ومستهتر ومحسن يرتدي بدلة كهروميكانيكية من اختراعه. تم اختيار داوني كجزء من صفقته التي تقضي بمشاركته في أربعة أفلام مع مارفل ستوديوز والتي تضمنت آيرون مان 2 (2010) والمنتقمون.[8] قال إنه دفع المخرج جوس ويدن في البداية لجعل ستارك في المقدمة: «حسنًا، قلت،» يجب أن أكون في التسلسل الافتتاحي. لا أعرف ما الذي تفكر فيه، لكن توني يحتاج إلى قيادة هذا الشيء. «وقال» حسنًا، لنجرب ذلك«. لقد جربناها ولم تنجح، لأن هذا نوع مختلف من الأشياء، القصة والفكرة والموضوع هو الموضوع، والجميع مجرد ذراع للأخطبوط.»[9] حول تطور الشخصية مقارنة بالأفلام السابقة، قال داوني «في أفلام آيرون مان، التي كانت قصة أصل، كان عيد الغطاس الخاص به والخلاص من نوع ما. يدور آيرون مان 2 حول عدم كونه جزيرة، حيث يتعامل مع المشاكل الموروثة ويفسح المجال للآخرين. في المنتقمون، يتم رميه مع الآخرين».[10] حصل داوني على 50 مليون دولار أمريكي من الفيلم، «مع احتساب مكافآت شباك التذاكر وتعويضات الخلفية».[11]
- كريس إيفانز بدور كابتن أمريكا، أحد قدامى المحاربين في الحرب العالمية الثانية والذي تم تعزيزه إلى ذروة اللياقة البشرية بواسطة مصل تجريبي وتم تجميده في الرسوم المتحركة المعلقة قبل أن يستيقظ في العالم الحديث. تم اختيار إيفانز كجزء من صفقة للتمثيل في ثلاثة أفلام مع مارفال ستوديوز، بالإضافة إلى المنتقمون.[12] قال إيفانز أن ستيف روجرز أكثر قتامة في المنتقمون: "الأمر يتعلق بمحاولته التصالح مع العالم الحديث.[9] عليك أن تتخيل، يكفي أن تتقبل حقيقة أنك في مأزق تمامًا. وقت مختلف، لكن كل شخص تعرفه مات. كل من تهتم لأمره.. كان جنديًا، من الواضح، أن كل من ذهب للقتال معه، كل إخوته في السلاح، جميعهم ماتوا. إنه وحيد. أعتقد في البداية، إنه مثل سمكة خارج الماء، وهو صعب. إنها حبة دواء يصعب ابتلاعها بالنسبة له. ثم تأتي محاولة إيجاد توازن مع العالم الحديث. " فيما يتعلق بالديناميكية بين روجرز وتوني قال ستارك، إيفانز، «أعتقد أن هناك بالتأكيد انقسامًا - هذا النوع من الاحتكاك بيني وبين توني ستارك، إنهما من الأضداد القطبية. أحدهما يتسم بالوميض والأضواء وهو سلس، والرجل الآخر يتسم بنكران الذات ويبقى دائما في الظل وهو لطيف وهادئ وعليهم أن يتعايشوا معًا. إنهم يستكشفون ذلك، إنه أمر ممتع جدًا.»[13] حصل إيفانز على ما قيمته حوالي 2 إلى 3 ملايين دولار أمريكي من الفيلم.[11]
- مارك رافالو بدور الرجل الأخضر، عالم عبقري يتحول إلى وحش عندما يغضب أو ينفعل بسبب تعرضه لأشعة غاما. روفالو كان من المفترض أن يلعب دور بانر في فيلم هولك الخارق (2008) قبل أن يتولى إدوارد نورتون الدور.[14] قام روفالو بتمثيل دور هولك في فيلم المنتقمون بعد انهيار المفاوضات بين مارفال ستوديوز وإدوارد نورتون.[15] حول استبدال نورتون، قال روفالو، "أنا صديق لـ إيد، ونعم، لم تكن هذه طريقة رائعة لكل ذلك. لكن الطريقة التي أراها هي أن إيد قد ورَّثني هذا الجزء. أنا أنظر إليها على أنها هاملت من جيلي". حول الشخصية، قال، "إنه رجل يكافح مع جانبين من نفسه - الظلام والنور - وكل ما يفعله في حياته يتم تصفيته من خلال قضايا التحكم. لقد نشأت مع مسلسل تلفزيوني الرجل الأخضر الخارق (1978)، والذي اعتقدت أنها طريقة بشرية دقيقة وحقيقية للنظر إلى هولك. أحب أن الدور يحتوي على تلك الصفات".[16] فيما يتعلق بمكانة هولك في الفريق، قال رافالو، "إنه مثل زميلهم في الفريق، ولا أحد منهم متأكد من أنه يريد الانضمام إلى فريقه. إنه مثل مدفع. إنه مثل " فقط ارمِ قنبلة يدوية في منتصف المجموعة ودعونا نأمل أنَّ ذلك سيتَّضِح جيدًا!"[17] هذا هو الإنتاج الأول الذي يلعب فيه نفس الممثل الذي يلعب دور بانر أيضًا دور هولك. قال روفالو لمجلة نيويورك، "أنا متحمس حقًا. لم يلعب أي شخص دور هولك على الإطلاق؛ لقد كانوا دائما يستخدمون بقنية الصور المُنشأة بالحاسوب. سوف يقومون باستخدام تقنية إيقاف الحركة مثل أفاتار، وإيقاف والتقاط الحركة. إذن سألعب حقا دور هولك. سيكون ذلك ممتعًا".[18] تم تصميم النموذج ثلاثي الأبعاد المستخدم لإنشاء جسم هولك مع الاستعانة بلاعب كمال الأجسام في لونغ آيلند وراقص التعري ستيف روم، بينما تم تصميم وجه هولك انطلاقا من وجه رافالو.[19] لخلق صوت هولك، تم مزج صوت روفالو مع أصوات لو فيريغنو وآخرين؛[20] ومع ذلك، فإن السطر الوحيد الذي يتكلم فيه هولك ("الإله السمين") يؤدي فيه روفالو بمفرده صوت هولك.[21] ربح روفالو ما قيمته حوالي 2 إلى 3 مليون دولار أمريكي من الفيلم.[11]
- كريس هيمسوورث بدور ثور، ولي عهد أسغارد، بناءً على الإله الأسطوري الإسكندنافي الذي يحمل نفس الاسم. تم اختيار هيمسوورث كجزء من صفقة لتمثيل أفلام متعددة مع مارفال ستوديوز.[22] كان قد عمل سابقًا مع جوس ويدن في فيلم كوخ الغابة (2011).[23] قال هيمسووث إنه كان قادرًا على الحفاظ على القوة التي أنشأها لـ فيلم ثور (2011) من خلال زيادة تناوله للطعام، والذي يتكون من صدور الدجاج والسمك وشرائح اللحم والبيض كل يوم. عندما سُئل عن مقدار البروتين بالضبط، قال هيمسورث، «إن وزن جسدي يتكون من البروتين إلى حد كبير!»[24] لاحظ أن دافع ثور «هو أكثر من مجرد دافع شخصي، بمعنى أن شقيقه هو الذي يحرك الأمور. بينما أي شخص آخر، إنه رجل سيئ يجب عليهم القضاء عليه. إنه نهج مختلف بالنسبة لي أو بالنسبة لثور. إنه يضطر دائمًا إلى محاربة الصالح العام وما يجب عليه فعله مقابل أخيه الصغير هناك.. أنا لقد شعرت بالإحباط من إخوتي في بعض الأحيان، أو من عائلتي، لكنني الوحيد الذي يُسمح له بالغضب منهم. هناك القليل من ذلك.»[9] حصل هيمسورث على ما قيمته حوالي 2 إلى 3 مليون دولار أمريكي من الفيلم.[11]
- جيرمي رينر بدور عين الصقر، رامي سهام محترف يعمل كوكيل لشركة شيلد[25][26] قال رينر إنه كان دورًا جسديًا للغاية وأنه تدرب جسديًا ومارس الرماية قدر الإمكان في التحضير.[27] حول الدور، قال رينر، "عندما رأيت الرجل الحديدي، اعتقدت أن هذا أسلوب رائع حقًا للأبطال الخارقين. ثم أخبروني عن شخصية عين الصقر هذه، وأحببت كيف أنه لم يكن حقًا بطلًا خارقًا؛ رجل لديه مجموعة مهارات عالية. يمكنني الاتصال بذلك."[10] فيما يتعلق بعقلية القناص لدى عين الصقر، قال رينر،" إنها لعبة منعزلة. إنه منبوذ. علاقته الوحيدة هي شخصية سكارليت، ناتاشا. إنها مثل اليد اليسرى واليد اليمنى. إنهما يتعايشان، وأنت بحاجة لكليهما، خاصة عندما يتعلق الأمر بمهمة جسدية."[10] قال رينر إن هوك ليس غير آمن بشأن إنسانيته."على العكس تمامًا، فهو الوحيد الذي يمكنه حقًا إنزال هولك بأسهمه [المهدئ للأعصاب]. إنه يعرف حدوده. ولكن عندما يتعلق الأمر بذلك، يجب أن يكون هناك شعور بالثقة في أي بطل خارق.[9] حصل رينر على ما قيمته حوالي 2 إلى 3 مليون دولار أمريكي من الفيلم.[11]
- سكارليت جوهانسون بدور الارملة السوداء، جاسوسة مدربة تدريباً عالياً تعمل لصالح شيلد.[28] حول الشخصية وعلاقتها مع هوك، قالت جوهانسون، «شخصياتنا لها تاريخ طويل. لقد قاتلوا معًا لفترة طويلة في العديد من المعارك في العديد من البلدان المختلفة. نحن العضوان في مجموعة المنتقمين هذه الذين هم محاربون ماهرون - ليس لدينا قوى خارقة. الأرملة السوداء هي بالتأكيد واحدة من الفريق، على الرغم من أنها ليست في فريق التمثيل لمجرد أن تكون رقاقة رومانسية أو متعة للعين. إنها موجودة للقتال، لذلك لم أشعر أبدًا أنني كنت الفتاة الوحيدة . لدينا جميعًا مهاراتنا المختلفة ونشعر بالتساوي».[10] فيما يتعلق بتدريبها، قالت جوهانسون، «على الرغم من أن آيرون مان 2 كان» واحدًا لهم"، لم أفعل شيئًا كهذا من قبل. لم أكن مدفوعًا جسديًا في شيء أو جزء من شيء كبير جدًا. بالنسبة إلى فيلم المنتقمون، لقد أمضيت شهورًا عديدة أتدرب مع فريق الحركات لدينا، وأقاتل جميع الممثلين الآخرين، إنه أمر جنوني. لا أفعل شيئًا سوى القتال - طوال الوقت.[29] " حصلت جوهانسون على ما قيمته حوالي 4 إلى 6 مليون دولار أمريكي من الفيلم.[11]
- صامويل جاكسون بدور نيك فيوري، مدير شيلد الذي تم الكشف عنه في الأفلام السابقة لتنسيق «مبادرة المنتقمون». تم إحضار جاكسون إلى المشروع بصفقة تحتوي على خيار للعب الشخصية في ما يصل إلى تسعة أفلام مع مارفال ستوديوز.[30] قال جاكسون إنه يفعل في المنتقمون أكثر من أي فيلم سابق: «ليس عليك الانتظار حتى نهاية الفيلم لرؤيتي». حول الدور، قال جاكسون: «من الجيد دائمًا أن تلعب دور شخص [يكون] إيجابيًا في المجتمع مقابل شخص سلبي... حاولت أن أجعله أمينًا في القصة وصادقًا مع ما ستبدو عليه الحياة الواقعية». قارن جاكسون الشخصية بأورديل روبي في شخصية جاكي براون، واصفا إياه بأنه «رجل لطيف للتسكع معه. أنت فقط لا تريد تجاوزه».[31] حصل جاكسون على ما قيمته حوالي 4 إلى 6 مليون دولار أمريكي من الفيلم.[11]
- كوبي سمولدرز بدور ماريا هيل، عميلة رفيعة المستوى من عملاء شيلد. وهي تعمل بشكل وثيق مع نيك فيوري.[32] تم اختيار سمولدرز، الذي اختارها جوس ويدن ذات مرة لفيلم الحركة الحية «المرأة الخارقة» الذي لم ينتجه فيما بعد، من قائمة قصيرة من الممثلات المحتملات بما في ذلك مورينا باكارين. صفقة سمولدرز ستدمجها في تسعة أفلام.[33][34] فيما يتعلق بإعدادها، قال سمولدرز: «لقد استأجرت مدرب العمليات السوداء المذهل هذا ليعلمني كيفية حمل مسدس، ونقلني إلى ميدان الرماية، وكيفية الضرب، وكيفية إمساك نفسي، وكيفية المشي، وكيفية النظر بشكل أساسي. لا أقوم بالكثير من القتال في الفيلم، ولهذا لم يُعرض علي مدربًا، لكنني أردت أن أبدو وكأنني لدي القدرة على ذلك.»[35] فيما يتعلق بالشخصية، قال سمولدرز «يمكنني أن أتحدث عن كونها أماً وكونها سيدة أعمال وتحاول العمل بدوام كامل وتربية الأسرة والحصول على وظيفة. يُطلب منا القيام بالكثير من الأشياء هذه الأيام. أشعر أنها تدور حول وظيفتها والحفاظ على سير الأمور».[36]
- توم هيدليستون بدور لوكي، شقيق ثور بالتبني، استنادًا إلى الإله الأسطوري الإسكندنافي الذي يحمل نفس الاسم.[22] حول تطور شخصيته من فيلم ثور، قال هيدليستون، «أعتقد أن لوكي الذي نراه في المنتقمون هو أكثر تقدمًا. عليك أن تسأل نفسك السؤال: ما مدى متعة تجربة أن تختفي في ثقب دودي ناتج عن نوع من الانفجار النووي الخارق من صنعك أنت؟ لذا أعتقد أنه بحلول الوقت الذي يظهر فيه لوكي في المنتقمون، رأى بعض الأشياء.»[37] حول دوافع لوكي، قال هيدليستون، «في بداية المنتقمون، يأتي إلى الأرض لإخضاعها وفكرته هي حكم الجنس البشري كملك لهم. ومثل جميع المستبدين الوهميين في تاريخ البشرية، يعتقد أن هذه فكرة رائعة لأنه إذا كان الجميع مشغولين بعبادته، فلن تكون هناك حروب لذلك سيخلق نوعًا من السلام العالمي من خلال حكمهم كطاغية. لكنه أيضًا مخدوع نوعًا ما في حقيقة أنه يعتقد أن القوة غير المحدودة ستمنحه احترامًا لذاته، لذلك لم أتخلى عن حقيقة أنه لا يزال بدافع من هذه الغيرة الرهيبة ونوع من الخراب الروحي.»[38]
- ستيلان سكارسغارد بدور إريك سيلفيج، عالم فيزياء فلكية وصديق لثور تحت سيطرة لوكي والذي يدرس قوة التسراكت.[39][40] فيما يتعلق بسيطرة لوكي على سيلفيج، قال سكارسغارد، "حسنًا مع المشهد الذي فعلناه في ثور، كان مثل لوكي، بطريقة أو بأخرى، دخل إلى عقل إريك.[40] وفي المنتقمون، سترى المزيد من الوضوح في كيفية استخدام لوكي لعقل إريك. " حول دوره، قال «شخصية [شخصيتي] مهمة لكن حجم الدور ليس كبيرًا.»[40]
- كلارك غريغ بدور فيل كولسون، عميل من عملاء شيلد. الذي يشرف على العديد من العمليات الميدانية للقسم.[41] تم اختيار جريج كجزء من صفقة لتمثيل أفلام متعددة مع مارفال ستوديوز.[42] قال جريج إن دوره تم توسيعه في المنتقمون: «[ماذا] أصبح العميل كولسون من حيث استيراد هذه القصة بالذات، وتكمن مدى أهمية وظيفته في جمع المنتقمون معًا، لقد شعرت نوعًا ما بالسريالية، مثل شخص ما كان يلعب مقلبًا ولم يكن هذا هو النص الحقيقي. ولكن لم يكن الأمر كذلك، لقد كان الأمر حقيقيًا، كان علي الظهور والقيام بتلك الأشياء، وشعرت وكأنها مكافأة رائعة لما كانت عليه الرحلة حقيقة أنني كنت أفعل ذلك لمدة خمس سنوات».[43] قال جريج إن ويدن قدم نظرة ثاقبة عن خلفية شخصيته، لا سيما حول كون كولسون من محبي كابتن أمريكا.[43]

جوينيث بالترو وماكسيميليانو هيرنانديز يعيدان أدوارهما من أفلام عالم مارفل السينمائي السابقة في دور كل من بيبر بوتس وجاسبر سيتويل على التوالي. عاد بول بيتاني للتعبير عن صوت جارفيس، وداميون بواتييه يصور سيده ثانوس (لم يذكر اسمه في الفيلم)، في مشهد ما بعد الاعتمادات. يظهر باورز بوث وجنيفر آن أغوتر كعضوين في مجلس الأمن العالمي اللذان كشف لاحقًا أنهما جدعون مالك وعضوة المجلس هاولي على التوالي. ظهر ستان لي، الشريك في إنشاء فيلم المنتقمون، بمظهر رائع في تقرير إخباري. ظهر هاري دين ستانتون كحارس أمن، ويظهر المخرج البولندي جيرزي سكوليموفسكي في دور جورجي لوتشكوف، محقق رومانوف. يلعب وارن كولي دورًا موجزًا باعتباره ضابط تقنية في شيلد والتي تم ضبطه وتلعب لعبة فيديو إلكترونية تسمى غالاغا. أنور جوكاج، الذي لعب لاحقًا دور دانيال سوزا في مسلسل «عميل كارتر»، يظهر كضابط شرطة.

## الإنتاج

### تطور المشروع
بدأت أفكار لفيلم مستوحى من المنتقمون في عام 2003، مع آفي آراد، الرئيس التنفيذي لشركة مارفال ستوديوز، الذي أعلن لأول مرة عن خطط لتطوير الفيلم في أبريل 2005، بعد أن أعلنت شركات مارفال عن استقلالها بالتحالف مع ميريل لينش لإنتاج قائمة من الأفلام التي ستوزعها شركة باراماونت بيكتشرز. ناقشت مارفل خططهم في عرض موجز لمحللي وول ستريت. كان قصد الاستوديو هو إصدار أفلام فردية للشخصيات الرئيسية - لتحديد هوياتهم وتعريف الجمهور بهم - قبل دمج الشخصيات معًا في فيلم كروس أوفر. كاتب السيناريو زاك بن، الذي كتب سيناريو فيلم هولك الخارق، أصبح مرتبطًا بالفيلم في عام 2006، وتم توظيفه من قبل مارفال ستوديوز لكتابة الفيلم في يونيو 2007. في أعقاب إضراب نقابة الكتاب الأمريكية في 2007-2008، تفاوضت مارفل مع نقابة الكتاب الأمريكية للتأكد من أنها تستطيع إنشاء أفلام تستند إلى نظرائها في القصص المصورة، بما في ذلك كابتن أمريكا، والرجل النملة، و المنتقمون. بعد الإصدار الناجح لـ آيرون مان (2008) في مايو، حددت الشركة تاريخ إصدار يوليو 2011 لـ المنتقمون. في سبتمبر 2008، توصلت مارفال ستوديوز إلى اتفاقية مع باراماونت بيكتشرز - امتداد لشراكة سابقة - أعطت الشركة حقوق توزيع خمسة من أفلام مارفال المستقبلية.
بدأ اختيار الممثلين في أكتوبر 2008 بتوقيع داوني. على الرغم من الإبلاغ عن أن دون تشيدل الذي أدى دور «وور ماشين» في آيرون مان 2 سيعيد تأدية الدور في فيلم المنتقمون، إلا أنه ذكر لاحقًا أنه لا يعتقد أن الشخصية ستظهر في الفيلم. في الوقت نفسه، ظهر احتمالان رئيسيان لـ مارفال: تم إحضار جون فافرو كمنتج تنفيذي للفيلم، ووقعت الشركة عقد إيجار طويل الأجل مع رالايت ستوديوز لإنتاج ثلاثة أفلام أخرى بميزانية كبيرة - آيرون مان 2، ثور وكابتن أمريكا: المنتقم الأول (2011) — في مركب مانهاتن بيتش، كاليفورنيا. في فبراير 2009، وقَّع صامويل جاكسون صفقة من تسعة أفلام مع مارفل إنترتينمنت للعب نيك فيوري في آيرون مان 2 وأفلام أخرى. في سبتمبر 2009، صرح إدوارد نورتون، الذي لعب دور بروس بانر في فيلم هولك الخارق، بأنه منفتح على العودة في الفيلم. في الشهر التالي، صرح المنتج التنفيذي جون فافرو أنه لن يخرج الفيلم، لكن «بالتأكيد سيكون له مداخلات وقول». أعرب فافرو أيضًا عن مخاوفه، قائلاً: «سيكون الأمر صعبًا، لأنني كنت منخرطًا جدًا في إنشاء عالم آيرون مان، وآيرون مان هو بطل قائم على التكنولوجيا، وبعد ذلك مع المنتقمون، ستقدم بعض الجوانب الخارقة للطبيعة بسبب ثور... [خلط] هذين يعملان جيدًا في القصص المصورة، لكن الأمر سيستغرق الكثير من التفكير لجعل كل ذلك يعمل وليس تدمير الواقع الذي أنشأناه». في مارس 2009، حلت الممثلة سكارليت جوهانسون محل إميلي بلانت في تصوير ناتاشا رومانوف (الارملة السوداء) في آيرون مان 2، وهي صفقة ربطتها لاحقًا بـ فيلم المنتقمون. في اليوم التالي، أعلنت شركة مارفال أن تاريخ إصدار الفيلم قد تم تأجيله إلى 4 مايو 2012، بعد عام كامل تقريبًا. انضم كريس هيمسورث وتوم هيدلستون إلى طاقم الفيلم في يونيو، وعادا بدور ثور ولوكي، على التوالي.
في تموز (يوليو) 2009، تحدث زاك بن عن عملية التقاطع (تضمين شخصيات من أفلام مختلفة في فيلم واحد)، قائلاً: «وظيفتي هي التنقل نوعًا ما بين الأفلام المختلفة والتأكد من أننا نحاكي في النهاية هيكل القصص المصورة حيث ترتبط كل هذه الأفلام.. هناك فقط لوحة تتعقب» هنا حيث يتداخل كل شيء يحدث في هذا الفيلم مع هذا الفيلم«.. أنا أدفعهم للقيام بأكبر عدد ممكن من اللوحات للقصة لتحريك الفيلم، ولرسم الألواح بحيث نعمل جميعًا على نفس الأفكار المرئية. لكن مقتضيات الإنتاج لها الأولوية». في البداية، حاول بن تقليل دور ثور في السيناريو لأنه كان لديه شكوك حول قدرة الشخصية على النجاح في الفيلم. غير رأيه بمجرد أن تم اختيار كريس هيمسورث في دور ثور. كان الفيلم ينوي دائمًا استخدام لوكي كشرير له، لكن بن أشار إلى أن المناقشة المبكرة قد فكرت في استخدام راد سكال.
في كانون الثاني (يناير) 2010، سُئل رئيس شركة مارفال ستوديوز كيفن فيج عما إذا كان من الصعب دمج خيال ثور مع الخيال العلمي عالي التقنية في آيرون مان و المنتقمون. قال «لا، لأننا نقوم بعمل جاك كيربي / ستان لي / والت سيمونسون / جي. مايكل ستراكزينسكي ثور. نحن لا نزيل الغبار عن كتاب الأساطير الاسكندنافية القديمة عن ثور في مكتبتك. وفي ثور عالم مارفال السينمائي، هناك عِرق يسمى الأسغارديون. ونحن مرتبطون من خلال شجرة الحياة هذه التي لا ندركها. إنه علم حقيقي، لكننا لا لا أعلم عنها بعد. فيلم»ثور «يدور حول تعليم الناس ذلك». في مارس، أُفِيدَ أنَّ بن أكمل المسودة الأولى للنص، وأن رئيس تحرير مارفال جو كيسادا وكاتب سلسلة القصص المصورة «المنتقمون» براين مايكل بنديس قد تلقَّيَا نسخًا. في مارس أيضًا، قبل كريس إيفانز عرضًا للعب كابتن أمريكا في ثلاثة أفلام بما في ذلك فيلم المنتقمون.

### ما قبل الإنتاج
بحلول أبريل 2010، كان جوس ويدن على وشك إكمال صفقة لإخراج الفيلم وإعادة صياغة نص زاك بن، وتم الإعلان عن ذلك رسميًا في يوليو 2010. حول إختيار جوس ويدن، قال آفي آراد: «رأيي الشخصي هو أن جوس سيقوم بعمل رائع. إنه يحب هذه الشخصيات وهو كاتب رائع ... إنه يعتبر المشروع جزءًا من حياته لذلك أنا متأكد أنه سيبذل قصارى جهده ... أنا توقع أن يقوم شخص مثله بتحسين السيناريو». أضاف كيفن فيج، «لقد عرفت جوس لسنوات عديدة. كنا نبحث عن الشخص الصحيح وها قد جاء ليعمل معنا ... أردنا أن نجد مخرجًا متميِّزًا ليقوم بعمل رائع، ونعتقد أن جوس هو الرجل المناسب.» صرح ويدن في سان دييغو كوميك كون إنترناشونال 2010، أن ما جذبه إلى الفيلم هو أنه أحب كيف أنه «لا ينبغي أن يجتمع هؤلاء الأشخاص في نفس الغرفة، ناهيك عن نفس الفريق، وهذا هو تعريف الأُسْرَة».
عندما تلقَّى ويدن مسودة بن، أخبر فيج أنه يشعر أن الاستوديو ليس لديه «أي شيء» وعليهم «التظاهر بأن هذه المسودة لم تُكتب أبدًا». كان جزء من مشكلة ويدن هو نقص الروابط بين الشخصيات في مسودة بن، الأمر الذي استلزم أن يبدأ ويدن «من المربع الأول». ذهب ويدن لكتابة مسودة أولية من خمس صفحات لخطته للفيلم، وأنشأ شعار «المنتقمون: بعض التجميعات مطلوبة»، مستوحى من شعار «تجمع المنتقمين» في القصص المصورة. سرعان ما بدأت مارفال العمل للتوقيع مع ويدن للكتابة والإخراج، وقد اشترط فقط أن يتناول الفيلم مواجهة بين المنتقمين ولوكي، وأن يحتوي معركةً بين الأبطال في المنتصف، ومعركة ضد الأشرار في النهاية، وسيبقى تاريخ الإصدار في مايو 2012. سَيَمُرُّ النص «بالكثير من التعديلات المجنونة لما قد يحدث» وفقًا لما ذكره ويدن. أوضح ويدن أنه لم يكن من المؤكد أن جوهانسون (الأرملة السوداء) سوف تلعب دور بطلة في الفيلم، لذلك «كتب مجموعة ضخمة من الصفحات من بطولة الدبورة». لقد كان ويدن «قلقًا من أن ممثلًا بريطانيًا واحدًا [(هيدلستون في دور لوكي)] لم يكن كافيًا لمواجهة أقوى أبطال الأرض. لذلك كَتب مسودة ضخمة أدخل فيها شخصية حزقيال ستان، ابن عوبديا ستان». وبمجرد أن تم «وضع جميع الممثلين في أماكنهم، بدأ طاقم الفيلم في إنجاز مهمة». وأشار ويدن إلى أن شخصِيات الفيلم ليس لها نفس المشاكل ونفس الأهداف، على عكس شخصيات مجموعة إكس مان. لقد شعر ويدن أن «هؤلاء الرجال ليسوا متلائمين معا» قبل أن يدرك أن تفاعلاتهم يمكن أن تكون مثل فيلم «الدزينة القذرة» (1967). وأشار ويدن أيضًا إلى أفلام الدكتور سترينجلوف (1964) والهاوية (1989) وفتاة الجمعة (1940) وسقوط الصقر الأسود (2001). في نهاية المطاف تشارك ويدن كتابة السيناريو النهائي مع بين، على الرغم من أن ويدن لم يعجبه الأمر وكان «مستاءً للغاية بهذا الشأن». وقال بين «كان من الممكن أن نتعاون أكثر، لكن هذا لم يكن اختياري. أراد أن يفعل ذلك بطريقته، وأنا أحترم ذلك».
استمرت عملية اختيار الممثلين طوال عام 2010، بإضافة جيريمي رينر، مارك روفالو، وكلارك غريغ. حل روفالو محل إدوارد نورتون، الذي رفضت مارفل إعادة إختياره لتمثيل دور هولك. صرح فيجي: «لقد اتخذنا قرارًا بعدم إعادة إختيار إد نورتون لتصوير دور بروس بانر في فيلم المنتقمون». «قرارنا بالتأكيد ليس قرارًا يستند إلى عوامل مالية، ولكن قرارنا كان بسبب الحاجة إلى ممثل يجسد الإبداع والروح التعاونية لأعضاء فريق التمثيل الموهوبين الآخرين لدينا. يتطلب فيلم المنتقمون ممثلين ينجحون في العمل كجزء من فرقة، كما هو واضح لدى روبرت وكريس إتش وكريس إي وصمويل وسكارليت وجميع الممثلين الموهوبين لدينا. نتطلع للإعلان عن اسم ممثل يلبي هذه المتطلبات، وهو متحمس لهذا الدور المهم في الأسابيع المقبلة.» في رداً على ذلك، وصف بريان سواردستروم وكيل نورتون بيان فيجي بأنه «مضلل عن قصد» و«محاولة غير لائقة لرسم صورة سلبية لعملائنا». في أكتوبر 2014، ادعى نورتون أن قراره هو عدم لعب هولك مرة أخرى لأنه «أراد المزيد من التنوع» في حياته المهنية، ولا يريد أن يرتبط بشخصية واحدة فقط.
في أغسطس 2010، أُعلن أن شركة باراماونت بيكتشرز ومارفال ستوديوز تخططان لبدء التصوير في فبراير. في الوقت نفسه، أُعلن أن الفيلم سيتم تصويره بتقنية ثلاثية الأبعاد، على الرغم من أن مارك روفالو غرَّد لاحقًا على موقع تويتر بأن الأمر لم يكن كذلك. في أكتوبر 2010، تم الإعلان عن استوديوهات جرومان في بيثباج، نيويورك واستوديوهات شتاينر في بروكلين، مدينة نيويورك، كمواقع تصوير. مع مجموعة مواقع لتصوير مشاهد محددة سيبدأ العمل عليها في نوفمبر، ولكن كما أوضح ويدن لاحقًا، «في الأصل كان من المفترض أن نصوِّر في لوس أنجلوس، ثم لفترة قصيرة كان من المفترض أن نصوٍّر في نيويورك، ثم انتهى بنا الأمر بطريقة ما في ألباكركي.» أيضًا في أكتوبر، وافقت استوديوهات والت ديزني على دفع 115 مليون دولار على الأقل لباراماونت بيكتشرز من أجل الحصول على حقوق التوزيع في جميع أنحاء العالم لـكل من فيلم آيرون مان 3 (2013) وفيلم المنتقمون. كما سمحت الصفقة لشركة باراماونت بالاستمرار في تحصيل رسوم شبابيك التذاكر بنسبة 8 في المائة التي كانت ستكسبها مقابل توزيع الفيلم كما سيتم وضع شعار إنتاج الشركة على مواد التسويق والعناوين الافتتاحية للفيلم. نتيجة لذلك، يظهر في ائتمان الإنتاج المعروض على الشاشة «تقدم مارفال ستوديوز بالاشتراك مع باراماونت بيكتشرز» على الرغم من أن الفيلم مملوك وموزع وممول ومُسوَّق من قِبَل ديزني فقط. احتفظت شركة إيبيكس التابعة لباراماونت بحقوق البث التلفزيوني المدفوع.

## الجوائز والترشيحات
حصل فيلم المُنتقمون على العديد من الجوائز والترشيحات، بما في ذلك ترشيح لجائزة الأوسكار لأفضل مؤثرات بصرية وترشيح جوائز الأكاديمية البريطانية للأفلام لأفضل مؤثرات بصرية خاصة. تم ترشيح الفيلم أيضًا لثلاث جوائز اختيار النقاد للأفلام، وثلاثة عشر جائزة ضمن جوائز خيار الشعب (فاز بثلاثة)، وإحدى عشرة جائزة ضمن جائزة اختيار المراهقين (فازت مرتين)،
 وستة ضمن جائزة زحل (فاز بأربعة)، وستة جوائز ضمن جمعية المؤثرات البصرية (فاز بجائزتين)، بالإضافة إلى جائزة هوغو 2013 لأفضل عرض درامي طويل الشكل. في عام 2017، تم عرضه كواحد من أعظم 100 فيلم على الإطلاق في استطلاع مجلة إمباير لأكبر 100 فيلم.

## روابط خارجية
- المنتقمون على موقع IMDb (الإنجليزية)
- المنتقمون على موقع ميتاكريتيك (الإنجليزية)
- المنتقمون على موقع روتن توميتوز (الإنجليزية)
- المنتقمون على موقع نتفليكس (الإنجليزية)
- المنتقمون على موقع قاعدة بيانات الأفلام العربية
- المنتقمون على موقع ألو سيني (الفرنسية)
- المنتقمون على موقع Turner Classic Movies (الإنجليزية)
- المنتقمون على موقع أول موفي (الإنجليزية)
- المنتقمون على موقع بوكس أوفيس موجو (الإنجليزية)
- المنتقمون على موقع فيلمافينيتي (الإسبانية)